# Астрагал несправжньосизий
Астрага́л несправжньосизий (Astragalus pseudoglaucus) — вид трав'янистих рослин з родини бобові (Fabaceae), поширений у Молдові, Україні.

## Опис
Багаторічна рослина 15–35 см. Листки з 5–8 парами довгастих, довгасто-еліптичних, ланцетних або в довгасто-оберненояйцеподібні листочків, 3–12 мм завдовжки, 1–4 мм завширшки.

## Поширення
Поширений у Молдові, Україні.
В Україні вид зростає на вапнякових схилах — на заході Лісостепу і Степу.